# James Mooney
James Mooney (ur. 10 lutego 1861 w Richmond (Indiana), zm. 23 grudnia 1921 w Waszyngtonie) – amerykański antropolog i etnograf; przez kilka lat żył wśród Czirokezów.

## Publikacje
- Myths of the Cherokees (1888)
- Sacred Formulas of the Cherokees (1891)
- Siouan Tribes of the East (1894)
- The Messiah Religion and the Ghost Dance; Calendar History of the Kiowa Indians (1898)
- James Mooney's History, Myths, and Sacred Formulas of the Cherokees James Mooney, Introduction by George Ellison